# Itești
Iteşti é uma comuna romena localizada no distrito de Bacău, na região de Moldávia. A comuna possui uma área de 36.20 km² e sua população era de 1509 habitantes segundo o censo de 2007.